# Raisa Sadreydinova
Raisa Sadreydinova (née le 9 mai 1950) est une athlète russe spécialiste des courses de fond.
Le 7 septembre 1983, à Odessa, Raisa Sadreydinova établit un nouveau record du monde du 10 000 mètres en 31 min 27 s 58, améliorant de près de sept secondes l'ancienne meilleure marque mondiale établie quelques mois auparavant par la soviétique Lyudmila Bragina.